# Тойор ал-Джана
„Тойор ал-Джана“ (на арабски: طيور الجنة, букв. Райски птици) е сателитен телевизионен канал, насочен към деца.
Той е под ръководството и надзора на Халид Мекдад. Седалището му в Аман, Йордания, като излъчва от Бахрейн. Каналът, предаващ главно песни за деца, е основан през януари 2008 г. като акционерно дружество.

## Обща информация
Персоналът се състои от участващите в канала, включително: Халид Мекдад, Омар ал-Саиди, Мохамед Башар, Мустафа ал-Азауи, Ибрахим Силауи, Ашраф Юсеф, Уалид Мекдад, Биля Мекдад, Рагхат Уазан, Дима Башар, Джейн Мохамед, Лин Саиди, Осама Aленса.